# Cala Rajada
Cala Rajada  (o Cala Rayada) es una localidad y pedanía española perteneciente al municipio de Capdepera, en la parte nororiental de Mallorca, comunidad autónoma de las Islas Baleares. Está localizada a unos ochenta kilómetros de la capital, Palma. Es el principal puerto costero y núcleo turístico del municipio de Capdepera.
Cala Rajada está entre los principales destinos turísticos de la isla. El turismo comenzó a desembarcar en estas tierras en los años 60; antes de esto Cala Rajada era un pequeño puerto pesquero. El puerto originario todavía perdura hoy en día, pero se ha convertido más en un destino de embarcaciones turísticas y deportivas que en el puerto pesquero que un día fue.
Cala Rajada es el punto más cercano entre Mallorca y Menorca, por lo que ha jugado un importante papel en la economía de la isla a lo largo de los años. En los días claros, desde aquí no es difícil poder divisar la isla de Menorca y la ciudad de Ciudadela.
Esta zona de Mallorca es famosa por lo abrupto de su línea costera, así como por la gran cantidad de calas que se encuentran: Capdepera tiene 40 kilómetros de línea costera con playas que en su mayoría tienen la Bandera Azul a la calidad que concede la Fundación Europea de Educación Ambiental.
Las playas situadas cerca de la localidad son: La Pedruscada, Son Moll, Cala Rajada, Cala Gat, l'Olla, Cala Lliteres, Cala Agulla y Cala Moltó.
Además de las playas, son importantes el puerto deportivo en que se ha desarrollado una actividad pesquera, el faro de Capdepera y el Palacio March, propiedad de la familia March.
Según el Instituto Nacional de Estadística de España, en el año 2021 Cala Rajada contaba con 6.601 habitantes censados, lo que representa el 54,99% de la población total del municipio, aunque durante el verano la población real aumenta considerablemente. En esta fecha el pueblo recibe a muchísimos turistas, en su mayoría provienen de Alemania. 
Cuenta con un total de 78 hoteles que suman 15528 plazas hoteleras, aunque en estos datos están también incluidos los núcleos urbanos de Fuente de la Cala, Cañamel, Cala Gat y Cala Mesquida. El conjunto de estas zonas turísticas recibe el nombre de First Sun Mallorca, haciendo referencia a la posición más oriental del municipio respecto a la isla de Mallorca.
Cuenta con muchos restaurantes que se diferencian por la comida, ya que por lo general los que se encuentran pegados al puerto ofertan comida mediterránea basada en pescados y mariscos frescos, pescados por los mismos pescadores del pueblo; también se pueden encontrar restaurantes de carne, de comida italiana o árabe. 

## Galería

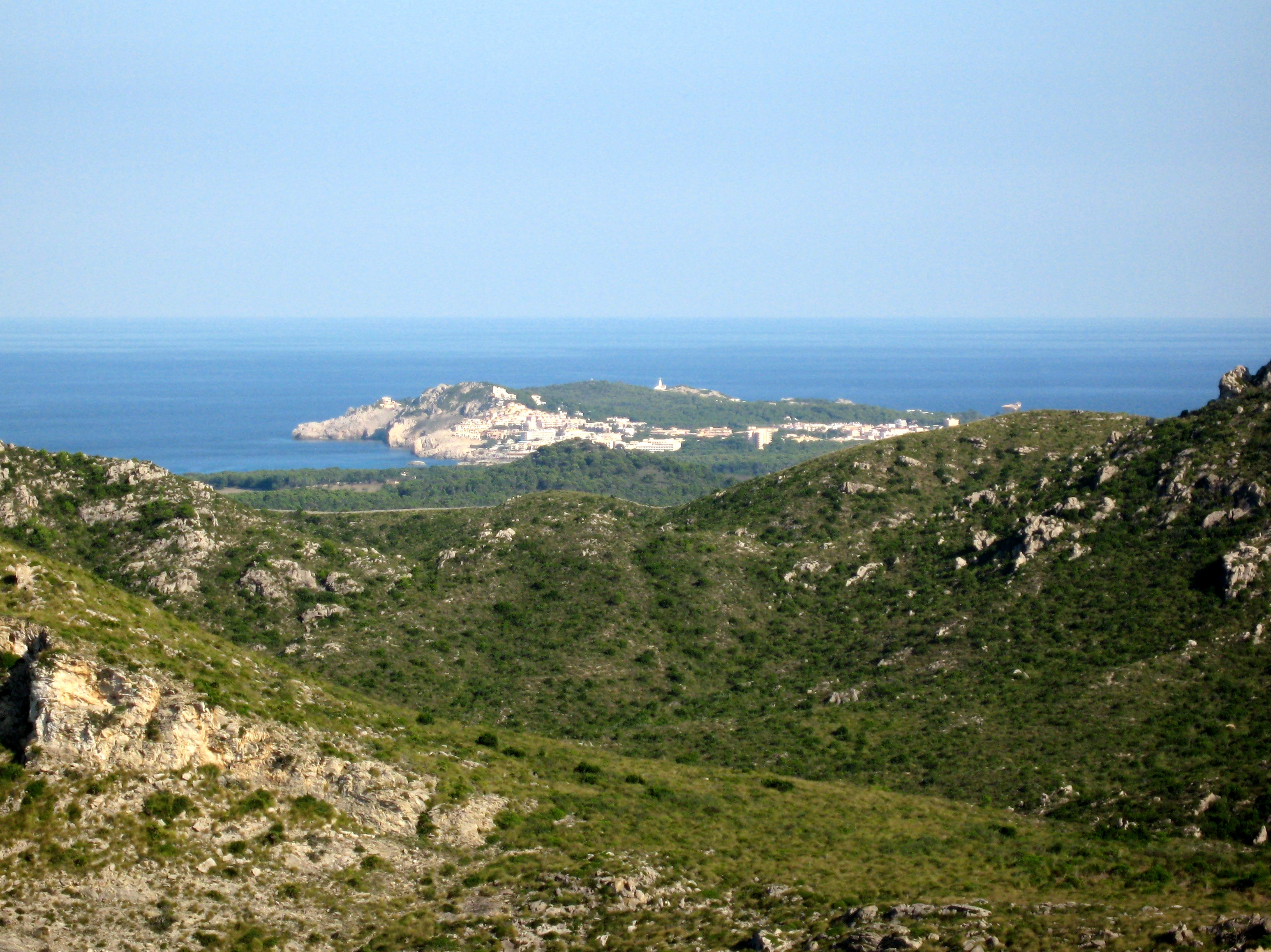
Vista de Cala Rajada desde el oeste.
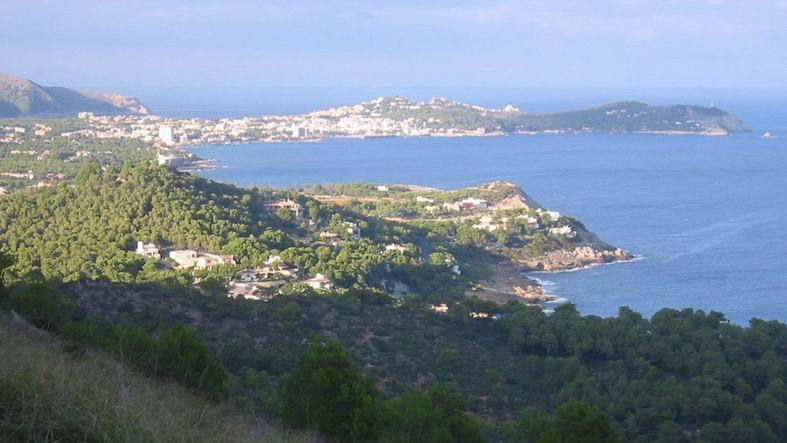
Vista desde el sur.
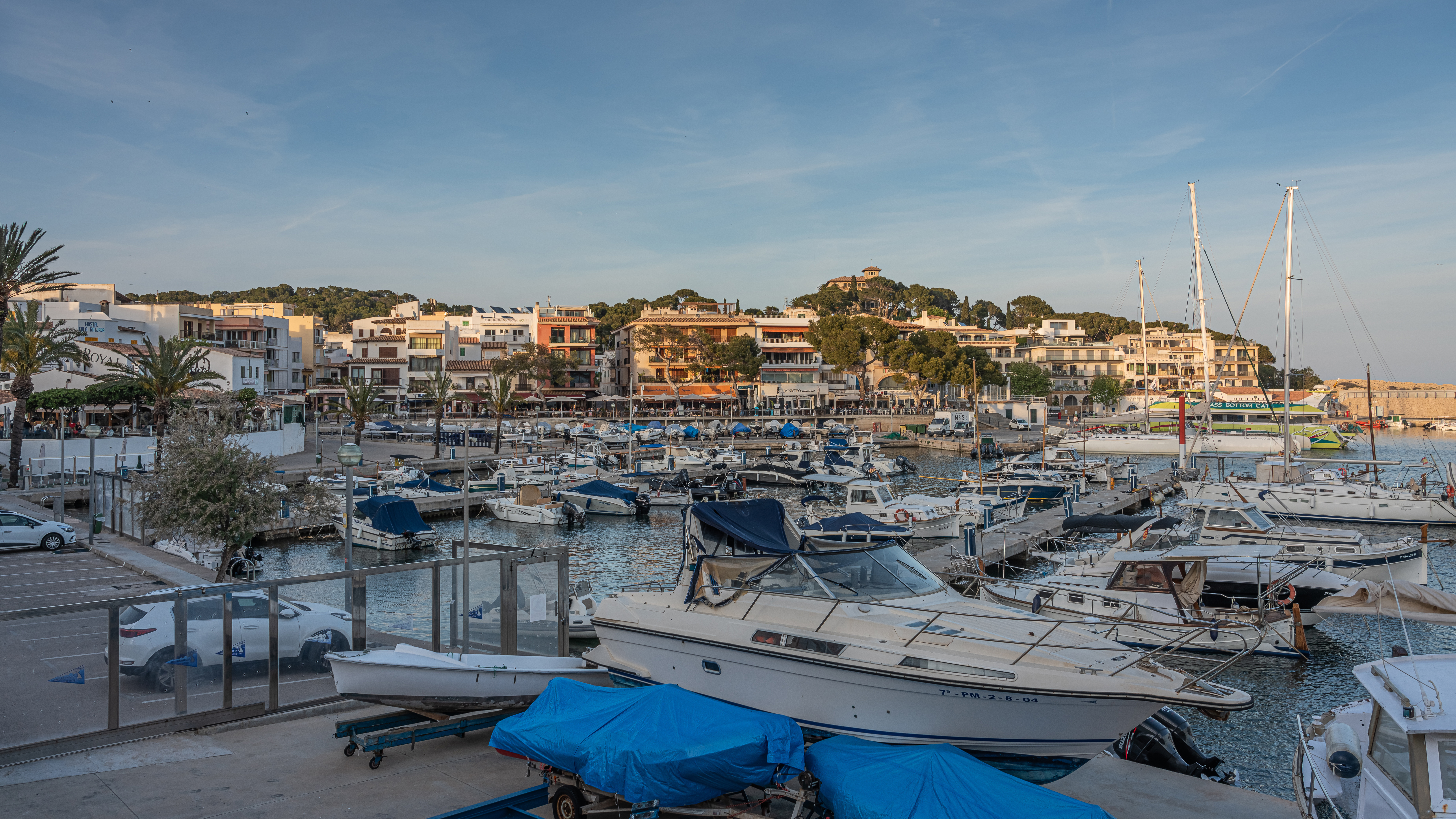
Muelle.
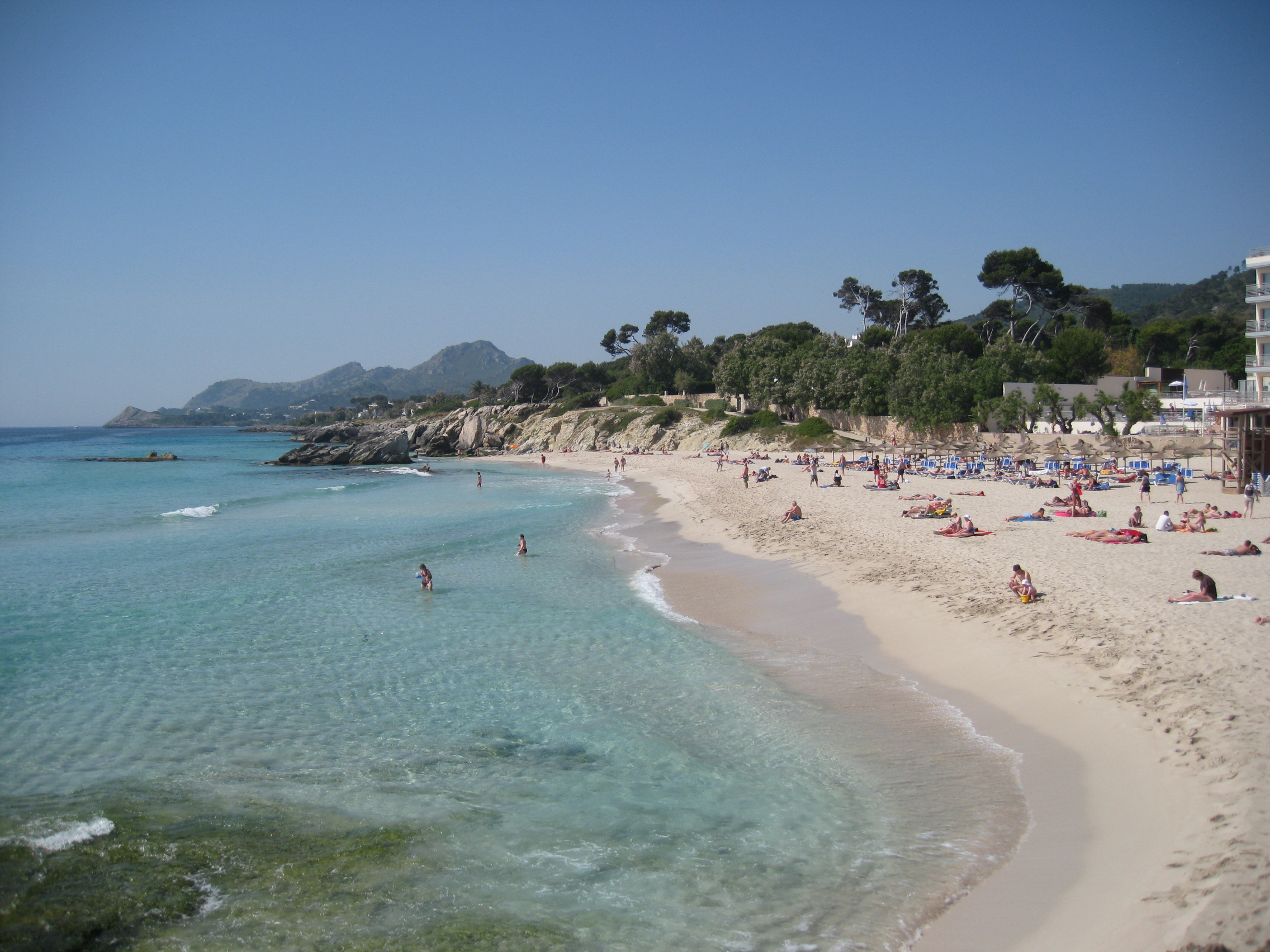
Playa de Son Moll.